# カンソー海峡
カンソー海峡（カンソーかいきょう、Strait of Canso、Gut of Canso、Canso Strait）はカナダの東部に位置する海峡。ノバスコシア州本土とケープブレトン島とを隔てている。ベルアイル海峡、カボット海峡と並び、セントローレンス湾から大西洋に出る重要な航路の一つである。
「カンソー」という語は、先住民ミックマック族（Mi'kmaq）の言葉で「そびえる崖の対岸」を意味する「カムソク（kamsok）」から来ているとされる。

## 概要
海峡は細長く、長さは27kmだが幅は平均3km、一番狭いところでは1kmしかない。狭いわりに水深は深く、200フィート（約60m）ほどはある。両端には二つの自治体がある。両方ともノバスコシア州に属する港町で、東側はポート・ホークスベリー（Port Hawkesbury）、西側はマルグレーブ（Mulgrave）である。
1955年、深さ65mの海峡を埋め立て、ノバスコシア半島とケープブレトン島の間を繋ぐコーズウェイ（海上道路）、カンソー・コーズウェイ（Canso Causeway）が建設された。長さ1,385mでS字カーブを描くコーズウェイ上には道路と鉄道が設けられた。また大型船の航路を確保するため、幅24mの運河・カンソー運河がコーズウェイ東端に確保された。この運河の大きさが、五大湖と大西洋を結ぶセントローレンス海路を通る船の一つの基準となっている（シーウェイマックス）。